# Huang Chunping
Huang Chunping war bis 2004 der Leiter der Raketenentwicklung für die bemannte Raumfahrt der Volksrepublik China, stellvertretender Chef des Jiuquan Satellite Launch Center, des ältesten und größten chinesischen Weltraumbahnhofs, und ist Mitglied der Politische Konsultativkonferenz des chinesischen Volkes (CPPCC).

## Quelle
- Rainer Kayser: Langer Marsch  China will zum Mond. In: Die Rheinpfalz am Sonntag vom 8. Juli 2007, S. 20

| Personendaten    | Personendaten                    |
| ---------------- | -------------------------------- |
| NAME             | Huang, Chunping                  |
| KURZBESCHREIBUNG | chinesischer Raumfahrtfunktionär |
| GEBURTSDATUM     | 20. Jahrhundert                  |